# Kankakee Mental Health Center

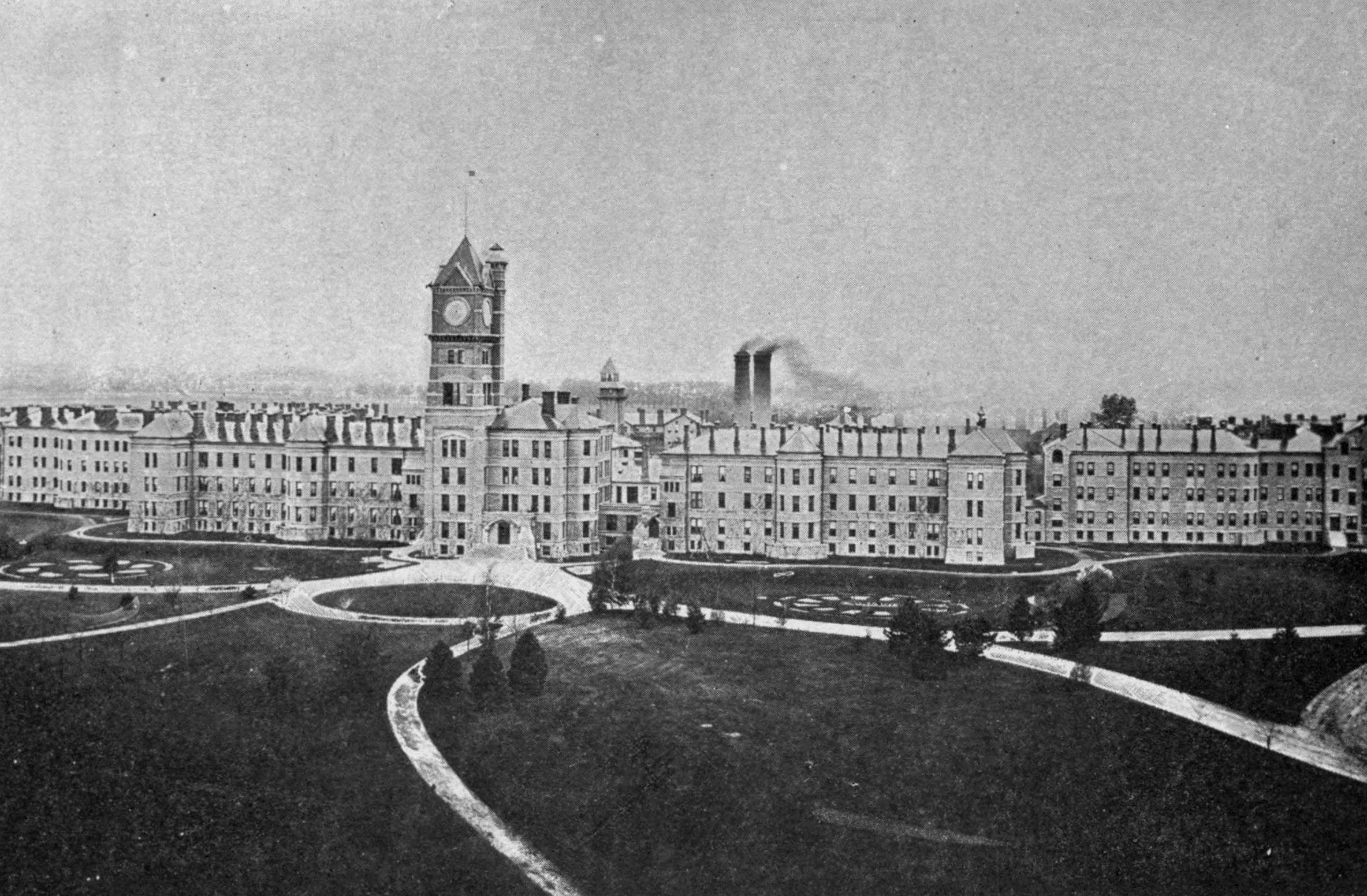
Szpital w 1893 roku

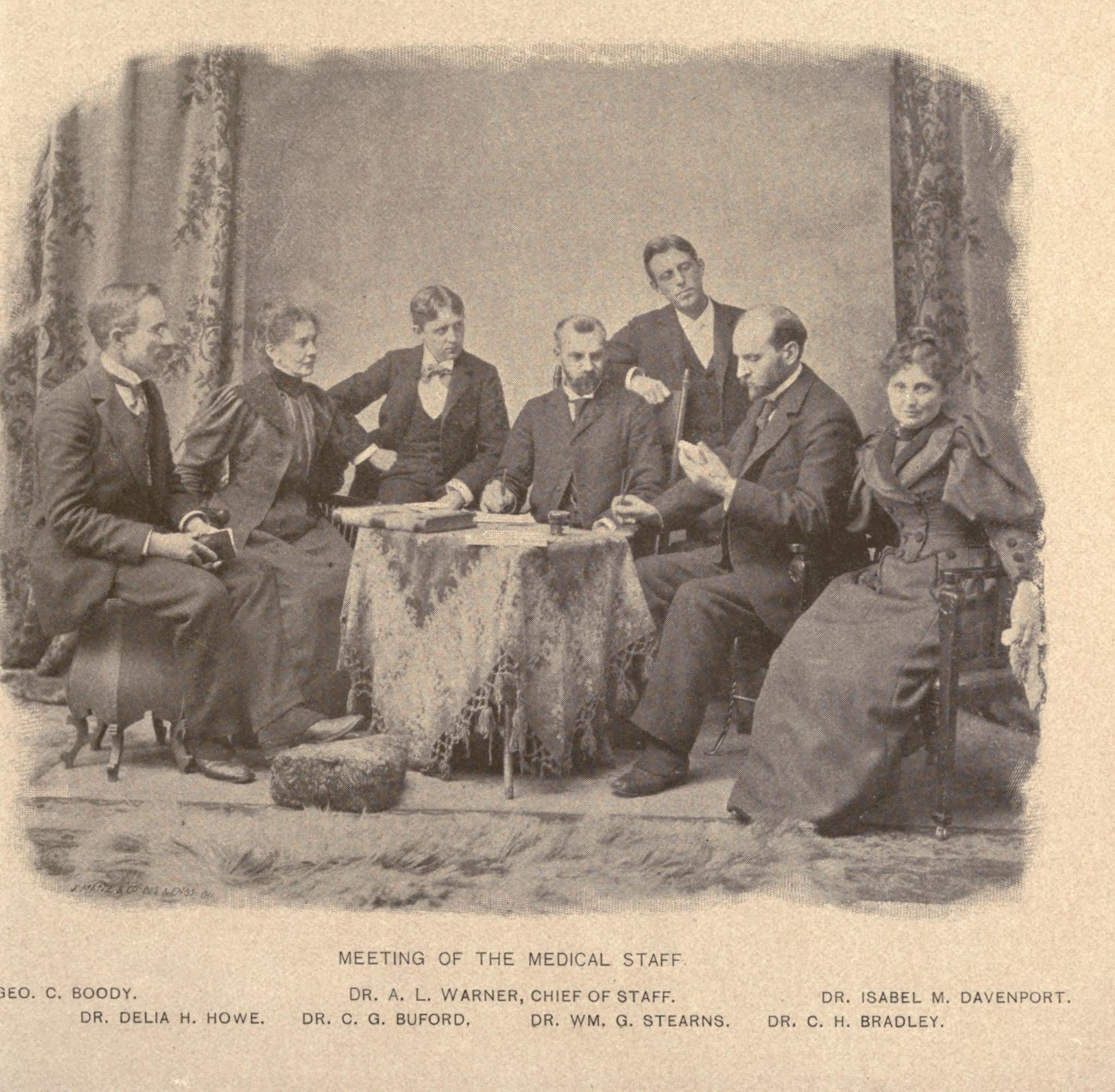
Spotkanie personelu medycznego szpitala, ok. 1910

Kankakee Mental Health Center, oficjalnie Samuel H. Shapiro Developmental Center – szpital psychiatryczny znajdujący się w hrabstwie Kankakee nad rzeką Kankakee. Początki placówki sięgają 1877, gdy zdecydowano o założeniu Illinois Eastern Hospital for the Insane i powołaniu siedmioosobowej komisji, której zadaniem miało być znalezienie odpowiedniej lokalizacji dla szpitala w północnej części stanu.
Szpital otworzono 4 września 1879. W 1885 część zabudowań spłonęła, a w pożarze zginęło kilkunastu pacjentów. W 1886 przy szpitalu powstała szkoła dla pielęgniarek. Z dniem 1 stycznia 1910 oficjalna nazwa szpitala została zmieniona na Kankakee State Hospital.

## Osoby związane ze szpitalem
- Shobal Clevenger
- Richard Smith Dewey
- Emmet Enos
- Ludwig Hektoen
- Adolf Meyer
- Vaclav Horace Podstata
- Samuel H. Shapiro
- Cassius D. Westcott